# La Ilustración Republicana Federal
La Ilustración Republicana Federal fue una revista editada en la ciudad española de Madrid entre 1871 y 1872, durante el Sexenio Democrático.

## Historia
De periodicidad semanal e ideología republicana, su director fue Enrique Rodríguez-Solís. En sus páginas se ensalzó a la Comuna de París y su cabecera contenía una alegoría de la República. En ella colaboraron autores como Francisco Pi y Margall, Emilio Castelar, Fernando  Garrido, Estanislao Figueras, Francisco Flores García, Carolina Pérez, o Matilde Cherner, entre otros. Galdós, en su episodio nacional Amadeo I, obra de carácter literario, deja recogido que la revista habría tenido su redacción en la plaza de la Cebada, además de señalar entre sus redactores a Roque Barcia, Roberto Robert y Ramón de Cala.

## Bibliografía

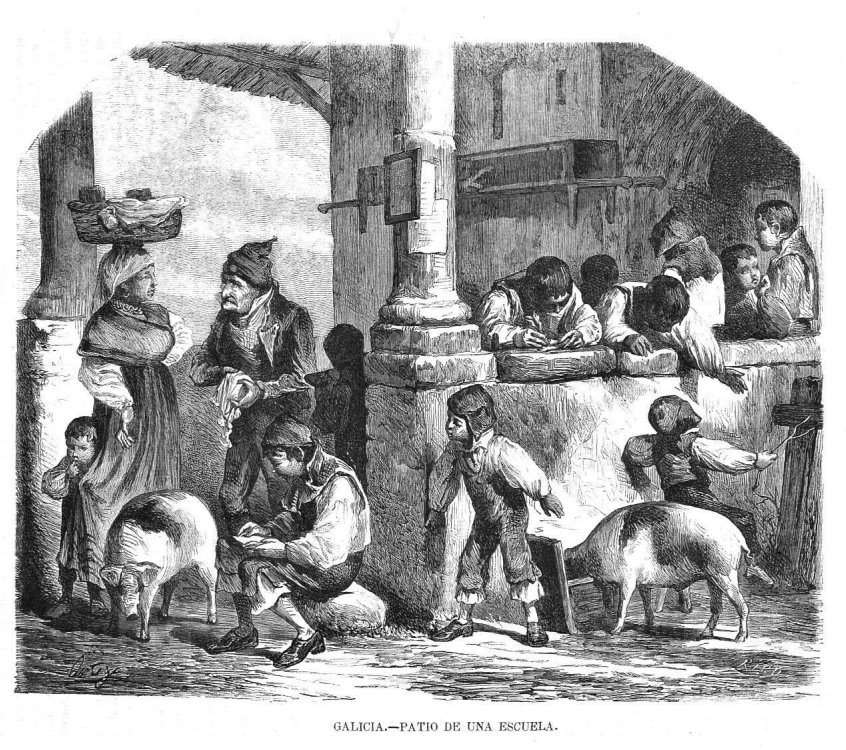
Grabado en La Ilustración Republicana Federal: «Galicia, patio de una escuela», dibujo de Ortego, grabado por Rico.